# Estació d'Amiens
L'estació d'Amiens és una estació ferroviària situada al municipi francès d'Amiens (al departament del Somme).
És servida pels trens del TER Nord-Pas-de-Calais, del TER Haute-Normandie i el TER Picardie. També hi passen Corails Intercités que uneixen Paris-Nord amb Boulogne Ville i Lille-Flandres.
| Provinença        | Estació anterior | Línia                  | Estació següent  | Destinació     |
| ----------------- | ---------------- | ---------------------- | ---------------- | -------------- |
| Calais-Ville      | Saint-Roch       | TER Nord-Pas-de-Calais | Tèrminus         | -              |
| -                 | Tèrminus         | TER Nord-Pas-de-Calais | Lamotte-Brebière | Lille-Flandres |
| Rouen-Rive-Droite | Saint-Roch       | TER Haute-Normandie    | Tèrminus         | -              |
| -                 | Tèrminus         | TER Picardie           | Longueau         | Paris-Nord     |
| -                 | Tèrminus         | TER Picardie           | Longueau         | Compiègne      |
| -                 | Tèrminus         | TER Picardie           | Blangy-Glisy     | Saint-Quentin  |
| -                 | Tèrminus         | TER Picardie           | Blangy-Glisy     | Reims          |
| Rouen-Rive-Droite | Poix             | TER Picardie           | Corbie           | Lille-Flandres |